# Anaplectella warreni
Anaplectella warreni är en kackerlacksart som beskrevs av Roth, L. M. 1996. Anaplectella warreni ingår i släktet Anaplectella och familjen småkackerlackor.
Artens utbredningsområde är Sri Lanka. Inga underarter finns listade i Catalogue of Life.